# Karl Thilo-Schade

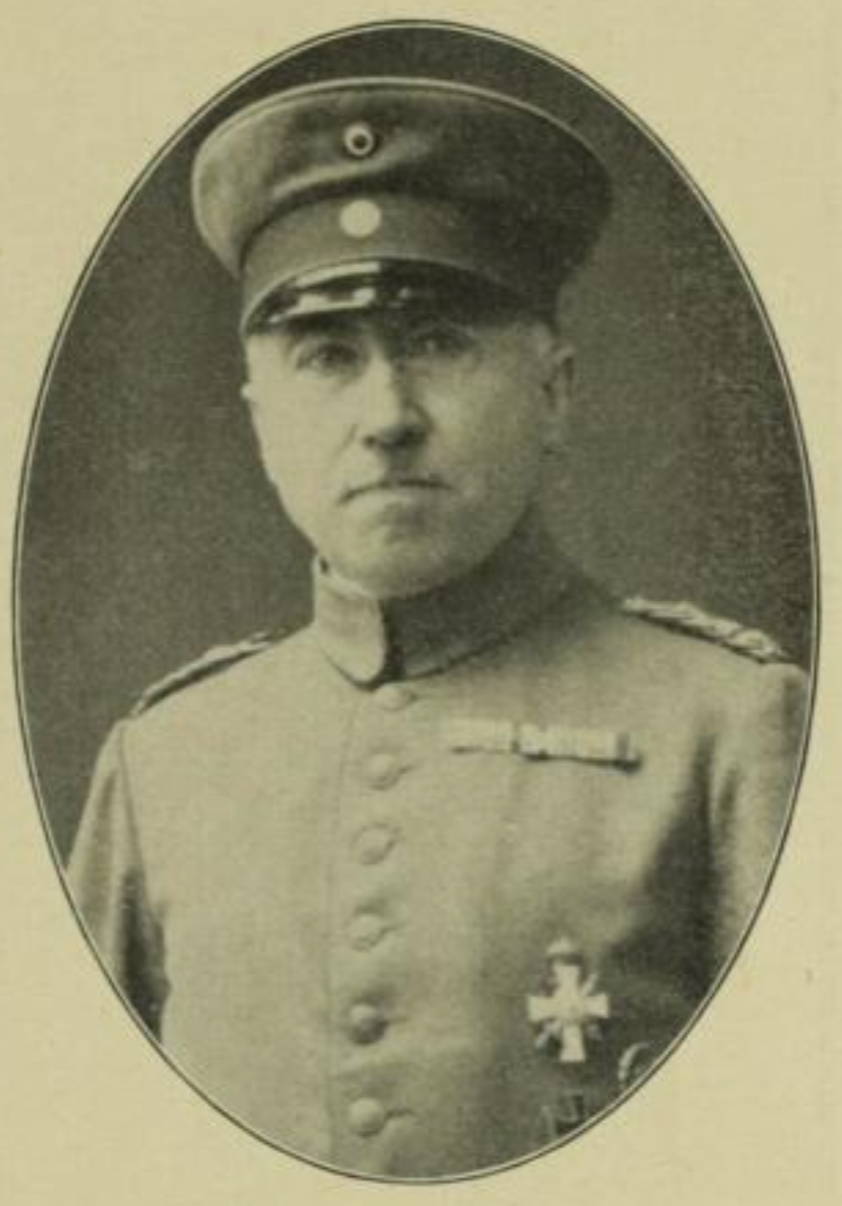
Karl Thilo-Schade

August Ferdinand Karl Thilo, seit ca. 1913 Thilo-Schade (* 24. Juli 1866 in Thierbach; † 28. Mai 1948 in Bad Blankenburg) war ein sächsischer Generalmajor.

## Leben
Karl Thilo trat in die sächsische Armee ein und wurde 1886 zum Fähnrich ernannt. Er avancierte am 18. Januar 1887 zum Leutnant bei der 2. Kompanie des 8. Infanterie-Regiment „Prinz Johann Georg“ Nr. 107. Er durchlief in den folgenden Jahren eine typische militärische Laufbahn und wurde am 18. September 1893 zum Oberleutnant und am 23. Oktober 1899 zum Hauptmann und Kompaniechef befördert. Unter Beförderung zum Major am 21. September 1909 wurde er als etatsmäßiger Stabsoffizier dem Stab des 8. Infanterie-Regiment „Prinz Johann Georg“ Nr. 107 zugeteilt. 1913 wurde er Bataillonskommandeur des II. Bataillons des Regiments. Im März 1914 wurde er mit dem Ritterkreuz I. Klasse des schwedischen Schwertordens ausgezeichnet.
1914 wurde er Kommandeur der Unteroffizier-Schule in Marienberg. Nach Ausbruch des Ersten Weltkrieges wurde er am 4. August 1914 Kommandeur des Brigade-Ersatz-Bataillons 45. Er wurde am 16. Oktober 1914 in dieser Eigenschaft zum Oberstleutnant befördert. Am 26. Februar 1915 wurde sein Bataillon als I. Bataillon dem Ersatz-Infanterie-Regiment 23 unterstellt. Er wurde zudem Anfang 1915 durch einen Beinschuss schwer verletzt, weshalb er einige Zeit im Lazarett verbrachte und sein Bataillon noch bis zum 8. Juni 1915 kommandierte. Nachfolgend fungierte er als Regimentskommandeur des Königlich-Sächsischen Ersatz-Infanterie-Regiments 32 und konnte dieses erfolgreich bei Badonviller führen, weshalb er am 19. Dezember 1915 mit dem Ritterkreuz des Militär-St.-Heinrichs-Ordens ausgezeichnet wurde. Im Juli 1915 wurde er auch mit dem Ritterkreuz I. Klasse des sächsischen Verdienstordens mit Schwertern ausgezeichnet. Im September 1916 wurde er als Nachfolger des reaktivierten Offiziers Ludwig von Hammerstein-Loxten Regimentskommandeur des Königlich-Sächsischen Infanterie-Regiments Nr. 415. Er befehligte zuletzt als Oberst die 177.-Infanterie-Brigade. Anfang 1919 war er noch Regimentskommandeur des 15. Königlich Sächsischen Infanterie-Regiments Nr. 181 und wurde in dieser Stellung im Februar 1919 mit Pension zur Disposition gestellt. Er wurde noch mit dem Charakter eines Generalmajors ausgezeichnet.
Thilo war verheiratet mit Marie Therese von Beschwitz (1873–1957). 1903 bekam er eine Tochter und 1907 einen Sohn.